# Czernowitz
Czernowitz oder Tschernowitz (ukrainisch Чернівці Tscherniwzi; russisch Черновцы Tschernowzy; rumänisch Cernăuți; polnisch Czerniowce; ungarisch Csernyivci; türkisch Çernovtsi; jiddisch טשערנאָװיץ Tschernowitz; hebräisch צֶ׳רנוֹבִיץ Tschernowitz; armenisch Չեռնովցի Tschernowzi; Spitzname: Jerusalem am Pruth, Klein-Wien) ist die Hauptstadt der Oblast Tscherniwzi in der Westukraine und die traditionelle Hauptstadt der Bukowina.

## Namensschreibweise auf Deutsch
Die gebräuchliche Schreibweise Czernowitz mit dem im Deutschen ungewöhnlichen „cz“, die der heute üblichen Transkription nicht mehr entspricht, geht auf die vom Polnischen abgeleitete Schreibung zurück, die in der Donaumonarchie bis 1918 amtlich war.

## Geographie
Czernowitz liegt in 248 m Seehöhe in einem von Hügeln durchzogenen Gebiet mit Wäldern und Feldern. Die Stadt erstreckt sich überwiegend am rechten Ufer des Pruth, an dem sich bis 2016 die Stadtbezirke Rajon Perschotrawnewyj und Rajon Schewtschenko befanden. Am linken Flussufer befindet sich der ehemals jüdische Stadtteil Sadhora im ehemaligen Rajon Sadhora.
Am 12. Juni 2020 wurde die Stadt zum Zentrum der neu gegründeten Stadtgemeinde Tscherniwzi (Чернівецька міська громада/Tscherniwezka miska hromada). Zu dieser zählen auch die 2 in der untenstehenden Tabelle aufgelisteten Dörfer; bis dahin bildet sie die Stadtratsgemeinde Tscherniwzi (Чернівецька міська рада/Tscherniwezka miska rada) als Teil der direkt unter Oblastverwaltung stehenden Stadt Czernowitz.
Seit dem 17. Juli 2020 ist der Ort ein Teil des Rajons Tscherniwzi.
Folgende Orte sind neben dem Hauptort Czernowitz Teil der Gemeinde:
| Name                     | Name       | Name     | Name      | Name      |
| ukrainisch transkribiert | ukrainisch | russisch | rumänisch | deutsch   |
| ------------------------ | ---------- | -------- | --------- | --------- |
| Korowija                 | Коровія    | Коровия  | Corovia   | Korowia   |
| Tschorniwka              | Чорнівка   | Черновка | Cernăuca  | Czernawka |

## Geschichte

### Kiewer Rus
Eine befestigte Siedlung am linken Ufer des Pruths (im heutigen Stadtteil Lenkiwzi) stammt aus der Zeit der Kiewer Rus bzw. ihres Teilfürstentums Galizien-Wolhynien. Sie wurde unter dem Rurikiden-Fürst Jaroslaw Osmomysl gegründet, der zwischen 1153 und 1187 regierte. Einer Theorie zufolge wurde die Stadt in ihrer Anfangszeit Tschern (Schwarze Stadt) genannt. Dies kann auf die schwarze Farbe der Stadtmauern oder auf die Schwarzerde zurückgehen. Eine in dieser Region gelegene Stadt mit diesem Namen ist in der sogenannten Liste der fernen und der nahen russischen Städte aufgezählt, einem Anhang altrussischer Chroniken. Nach der mongolischen Invasion der Rus wurden die Herrscher von Galizien-Wolhynien 1259 gezwungen, die noch verbliebenen Festungen, darunter auch die Lenkiwzi-Burg, zu zerstören. Die Reste dieser Festung wurden jedoch bis ins 17. Jahrhundert weiterhin zu Verteidigungszwecken genutzt. Nach 1259 verlagerte sich die Bebauung auf das strategisch günstigere, höhere rechte Pruth-Ufer. Der neue Name Tscherniwzi/Tschernowzy wäre demnach ein ostslawisches Katoikonym und bedeutet also „die Bewohner von Tschern“.

### Fürstentum Moldau
Von 1359 bis 1774 gehörten die Stadt und ihre Umgebung zum Fürstentum Moldau, das ab 1512 in Vasallenabhängigkeit zum Osmanischen Reich stand. Aus dieser Zeit stammt auch die erste urkundliche Erwähnung der Stadt als Zollstelle (8. Oktober 1408) in einem Handelsbrief zwischen dem moldauischen Fürsten Alexandru cel Bun (Alexander der Gute) und Kaufleuten aus Lemberg (damals im Königreich Polen). In osmanischen Quellen wurde die Stadt als Çernovi bezeichnet, eine phonetische Transliteration eines lateinischen Cognomens, das „neue Burg“ bedeutet (vgl. franz. Castelnau oder wal. Carno). Im 15. Jahrhundert war Czernowitz ein Marktflecken im Einzugsgebiet des wichtigen Warenumschlagplatzes Suceava und wurde 1497 während des Kriegs zwischen Stefan cel Mare (Stefan dem Großen) und Polen niedergebrannt.

### Habsburgermonarchie

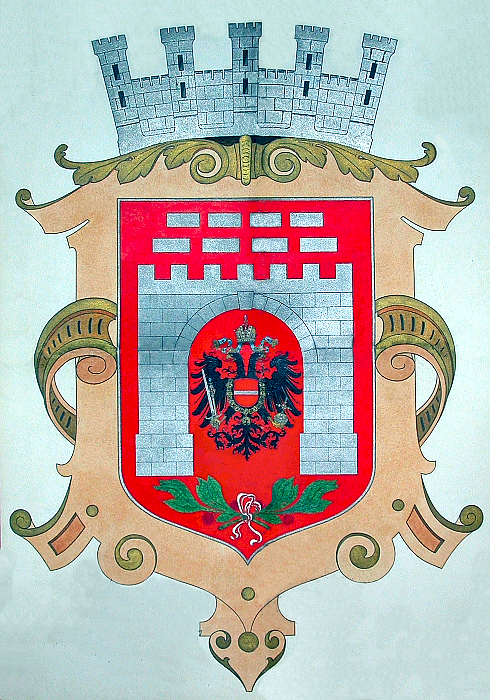
Wappen der Stadt Czernowitz (1908)

1774 wurde Czernowitz wie die gesamte Bukowina von Österreich besetzt und nach Verhandlungen mit der osmanischen Seite 1775 offiziell Teil der Habsburgermonarchie. In dieser vorerst zum Königreich Galizien und Lodomerien gehörig, hatte die Stadt 1816 erst 5.400 Einwohner. Die Kreuzerhöhungsbasilika war 1814 das erste gemauerte Gebäude. 1849 wurde das Herzogtum Bukowina als eigenes Kronland mit der Landeshauptstadt Czernowitz konstituiert, 1861 der Bukowiner Landtag eingerichtet. In der 1867 gebildeten Doppelmonarchie Österreich-Ungarn gehörte das Land bis 1918 zu „den im Reichsrat vertretenen Königreichen und Ländern“ (Cisleithanien) mit deren gemeinsamer k.k. Regierung in Wien.
Die in den 1860er Jahren errichtete Lutherische Kirche ist heute Archiv.
1875 wurde von Kaiser Franz Joseph I. anlässlich der 100-jährigen Zugehörigkeit zu Österreich eine Universität mit deutscher Unterrichtssprache gegründet, die Franz-Josephs-Universität Czernowitz. Sie umfasste 1893 eine griechisch-orientalisch theologische, eine rechts- und staatswissenschaftliche und eine philosophische Fakultät und besaß eine Bibliothek mit 50.000 Bänden, einen botanischen Garten, ein chemisches Labor und ein naturhistorisches Museum. 1892/93 unterrichteten 40 Lehrer 281 Studierende.
Der Großteil der ostjüdischen Bevölkerung hatte sich schon von Ende des 18. bis Mitte des 19. Jahrhunderts aus Galizien kommend in der Bukowina angesiedelt und verwendete statt des Jiddischen immer stärker die deutsche Sprache. Die deutschsprachige Kultur von Czernowitz wurde hauptsächlich von der jüdischen Bevölkerung getragen. Im Jahr 1880 waren um die 30 Prozent der Bevölkerung von Czernowitz Juden.

#### Bistumssitz
Nach Radautz war Czernowitz Bistumssitz der griechisch-orthodoxen Diözese.

#### Blüte

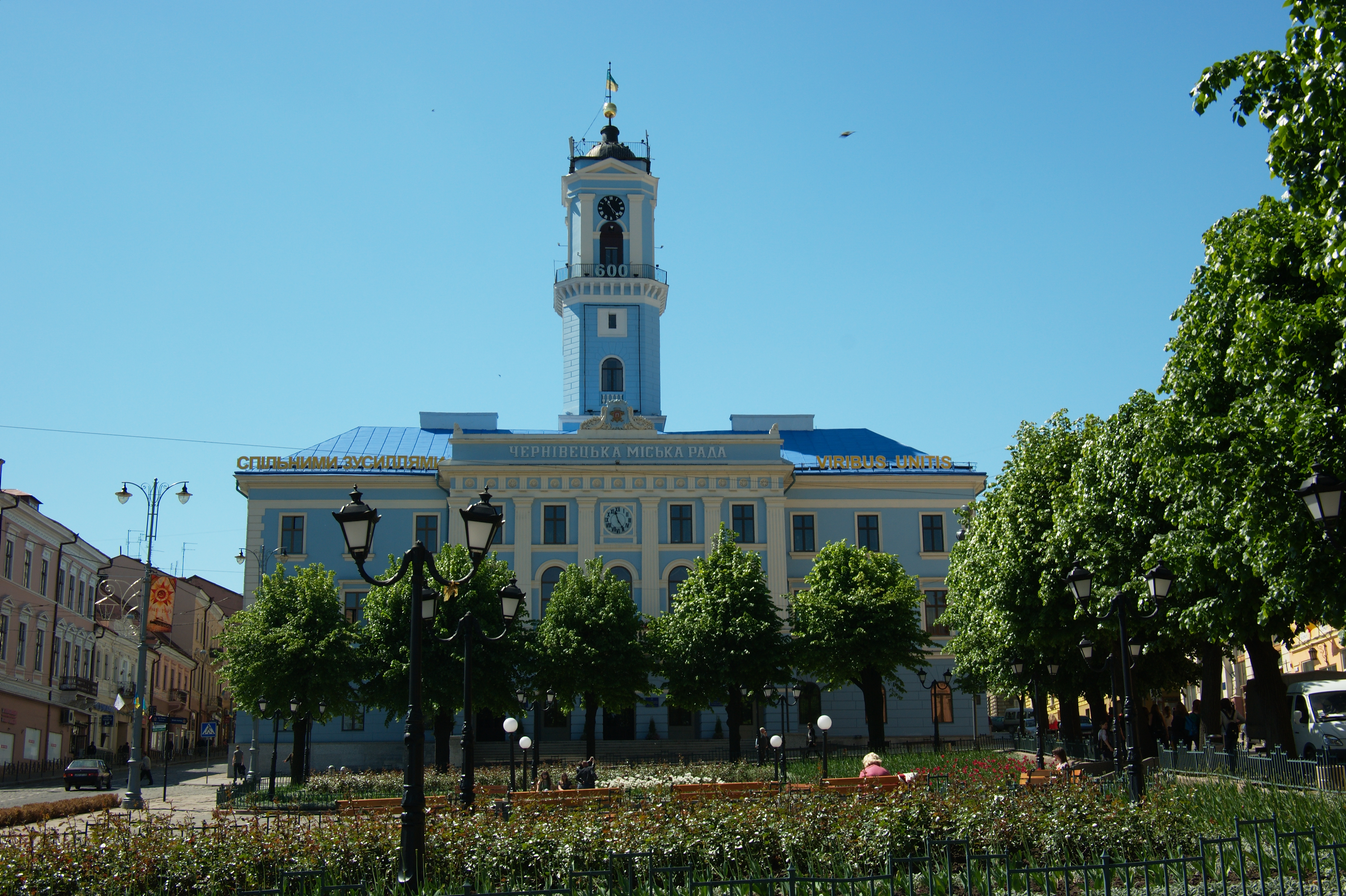
Rathaus

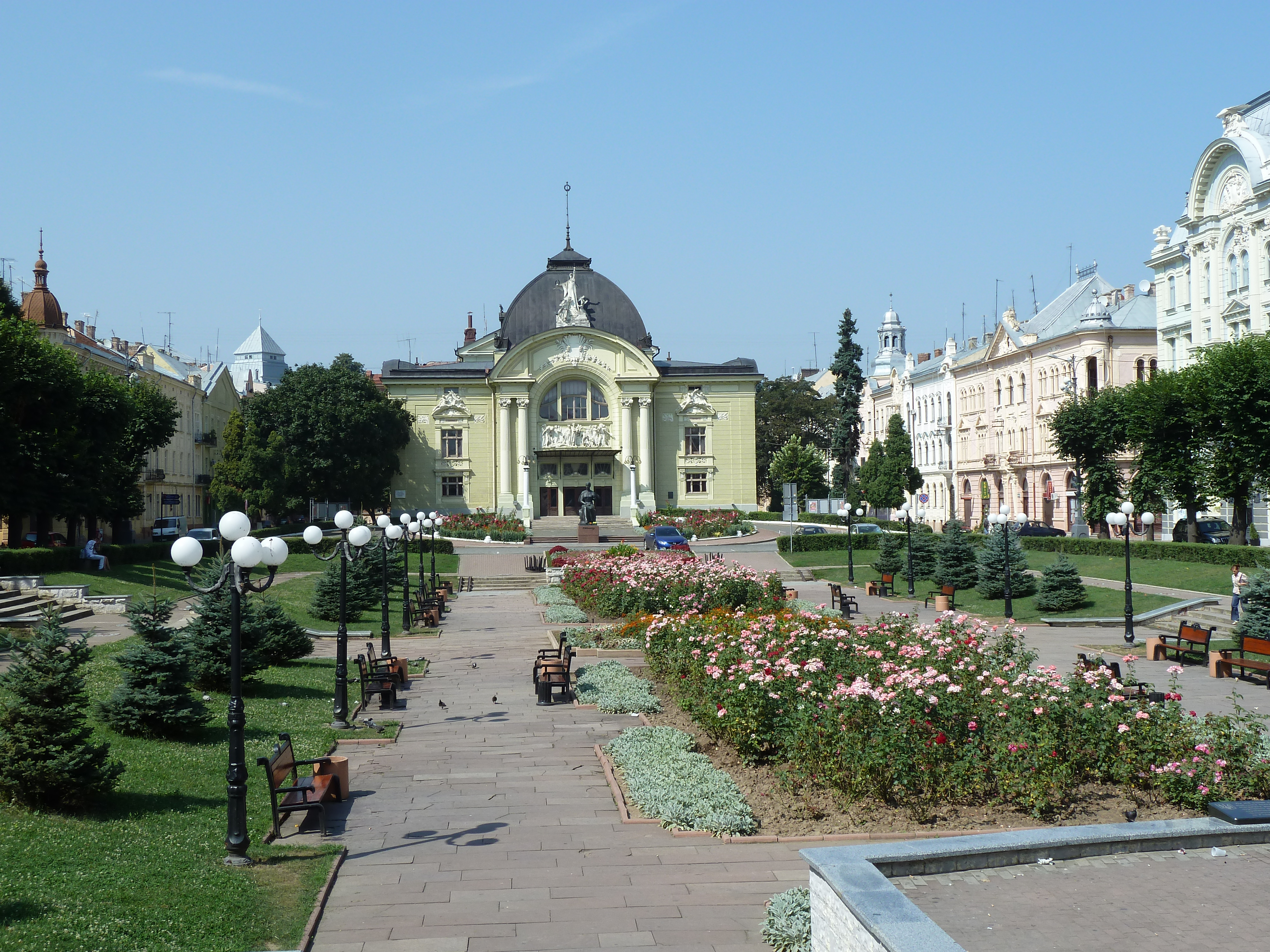
Das 1905 eröffnete Stadttheater (heute: Olha-Kobylianski-Theater) ist baugleich mit dem Stadttheater im bayerischen Fürth

1895 vermerkte ein Lexikon für Czernowitz eine neue griechisch-orientalische Domkirche (vollendet 1864), eine armenisch-katholische Kirche (1875), eine neue Jesuitenkirche, den Israelitischen Tempel Czernowitz, eine griechisch-orientalische erzbischöfliche Residenz und 54.000 Einwohner (27.000 Deutsche, 10.000 Ruthenen, 8.000 Polen und 8.000 Rumänen), darunter 17.000 Juden. (In der Literatur wird für alle Gebiete im östlichen Altösterreich darauf hingewiesen, dass die Einwohner mit jiddischer Muttersprache zumeist Deutsch als Muttersprache angegeben haben, da Jiddisch nicht als eigenständige Sprache anerkannt war.) Zur Wirtschaft wurden eine Bierbrauerei, zwei Dampfmühlen, eine Sägemühle, eine Ölfabrik, eine Maschinenfabrik und reger Handel insbesondere nach Russland und Rumänien festgehalten. An Schulen wurden ein Obergymnasium, eine Oberrealschule, eine Staatsgewerbeschule, Lehrer- und Lehrerinnenbildungsanstalt und eine landwirtschaftliche Lehranstalt registriert, für die Kultur das Landesmuseum und ein Theater angeführt. 1897 wurde auch die Straßenbahn Czernowitz eröffnet; diese verkehrte bis 1967.
In Czernowitz entstand eine multikulturelle Stadtbevölkerung, die aus Juden, Deutschen, Rumänen, Ukrainern und Polen bestand. Die im öffentlichen Leben und in der Wirtschaft dominierende Sprache war das Deutsche. In Czernowitz, und auch in anderen Teilen der Bukowina, bildete sich eine spezifische, deutschsprachige Kultur heraus, die insbesondere in den Städten präsent war und bis in die 1940er Jahre existierte. Es gab auch ein prosperierendes Kulturleben und zahlreiche deutschsprachige Presseerzeugnisse.
Im Ersten Weltkrieg war die Stadt zwischen August 1914 und August 1917 dreimal für insgesamt rund 19 Monate von der russischen Armee besetzt. Die dritte Besetzung dauerte vom 18. Juni 1916 bis zum 3. August 1917.
In Czernowitz geboren oder aufgewachsen sind unter anderem die Schriftsteller und Dichter Paul Celan, Rose Ausländer, Selma Meerbaum-Eisinger, Klara Blum, Alfred Margul-Sperber, Ludwig Adolf Staufe-Simiginowicz, Immanuel Weissglas, Gregor von Rezzori, Aharon Appelfeld, der Komponist Ludwig Rottenberg oder der Opernsänger Joseph Schmidt. Auch das jiddische Kulturleben in der Stadt blühte; 1908 fand in der Stadt die internationale Konferenz für die jiddische Sprache statt. Mit Olha Kobyljanska lebte in Czernowitz auch eine der bedeutendsten ukrainischen Schriftstellerinnen.

### Rumänien (1918–1940)

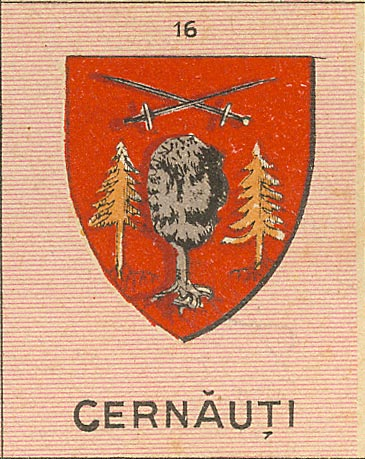
Wappen der Zwischenkriegszeit

Österreich-Ungarn zerfiel Ende Oktober 1918. Galizien schloss sich der entstehenden Zweiten Polnischen Republik an; der Widerstand der Ukrainer (Ruthenen) Ostgaliziens, die ihre Westukrainische Republik ausriefen (zu der Teile der Bukowina gehören sollten), wurde von Polen schließlich militärisch niedergekämpft (die von den Ukrainern verlangte Teilung Galiziens fand erst ab 1944 statt).
Die Bukowina ging daraufhin im Königreich Rumänien auf, was ebenfalls von den Ukrainern des ehemaligen Kronlandes nicht gewünscht war. Der Anschluss an Rumänien wurde mit der Furcht vor der Vereinnahmung durch Sowjetrussland begründet und am 28. November 1918 (nach julianischem Kalender 15. November) in der Residenz des bukowinischen Erzbischofs und Politikers Basil von Repta erklärt. Rumänien war die Bukowina von der Triple Entente in einem geheimen Vertrag schon im August 1916 zugesagt worden, um das Land zum Kriegseintritt gegen Österreich-Ungarn zu bewegen.
Am 10. September 1919 wurde die Übernahme des Landes durch Rumänien im Vertrag von St. Germain sanktioniert. Czernowitz wurde auf Rumänisch Cernăuţi genannt. Großrumänien, wie es ab 1919 hieß, führte an der Universität mit Beginn des Wintersemesters 1919/20 Rumänisch als Unterrichtssprache ein, was zur Abwanderung der meisten deutschen Professoren führte. Der rumänische Staat versuchte, die gesamte Bukowina kulturell zu rumänisieren, was jedoch nur begrenzt erfolgreich war.
Für 1925 werden „etwa 90.000 Einwohner“ auf einem Stadtgebiet von 52 km² angegeben, davon 40 % Juden und je 20 % Deutsche, Rumänen und Ukrainer. Tschernowitz war damals Hauptstadt des gleichnamigen rumänischen Kreises (Județ) und Sitz zahlreicher Behörden, darunter einer Eisenbahndirektion. Die Wirtschaft umfasste zu dieser Zeit neben Mühlen, Brauereien und Spiritusfabriken auch Unternehmen der Lederwarenindustrie.
Die Ober- und Mittelschicht der Czernowitzer Juden fühlte sich auch nach 1918 noch mit Österreich und dessen Hauptstadt Wien verbunden und wehrte die Rumänisierungsversuche Groß-Rumäniens bis zum Einmarsch der Sowjets im Jahr 1940 ab.

### Sowjetunion (1940–1941)
Wie im sogenannten Ribbentrop-Molotow-Pakt zwischen dem Deutschen Reich und der Sowjetunion am 24. August 1939 vereinbart, wurde die Stadt am 28. Juni 1940 von der Sowjetunion besetzt und der Großteil der deutschen Bevölkerung, etwa 25.000, nach Verhandlungen mit Deutschland anschließend „heim ins Reich“ geholt. Die Stadt hieß nun russisch Tschernowizy / Черновицы, am 9. August 1944 wurde sie dann per Ukas in  Tschernowzy / Черновцы umbenannt. Die neuen sowjetischen Herrscher behandelten reiche Stadtbürger, darunter auch viele Juden, als Klassenfeinde, etwa 3500 Juden wurden in Güterzügen nach Sibirien und in andere entlegene Gebiete der Sowjetunion deportiert.

### Rumänien (1941–1944)
Von 1941 bis 1944 gehörte Czernowitz wieder zu Rumänien, das mit dem Deutschen Reich verbündet war. In dieser Zeit kam es zur Ermordung und Deportation eines großen Teils der jüdischen Gemeinde. Die ersten Einheiten der rumänischen Armee drangen am 5. Juli 1941 in die Stadt ein, nachdem sie zuvor in Storoschynez und in der südlichen Umgebung von Czernowitz tausende Juden umgebracht hatten. Am nächsten Tag erschienen die ersten Mitglieder des deutschen Einsatzkommando 10b und begannen mit der Verhaftung und Ermordung von Juden. Im September 1941 betrug die Zahl der Juden in Czernowitz nach deutschen Quellen 45.759 (über 58 % der Einwohner) und nach rumänischen Quellen 41.118 (52 %). Jüdische Männer und Frauen wurden unter der Aufsicht rumänischer Polizisten ohne Bezahlung zu schwerer sklavenähnlicher Arbeit gezwungen. Im September 1941 wurden Pläne zur Einrichtung eines Ghettos für die Juden diskutiert.
Von August 1941 bis Juni 1942 war Traian Popovici (1892–1946) Bürgermeister von Czernowitz. Für seinen Einsatz, mit dem er das Leben vieler Juden rettete, ehrte ihn die israelische Gedenkstätte Yad Vashem postum mit dem Titel Gerechter unter den Völkern. Am 10. Oktober 1941 erhielt er den auf Ion Antonescu zurückgehenden Befehl, in der Stadt ein Ghetto einzurichten, dem er sich trotz heftigen Einspruchs nicht widersetzen konnte. Corneliu Calotescu (1889–1970), der Militärgouverneur von Bukowina, verkündete die Entscheidung, ab 14. Oktober alle Juden aus der Stadt zu deportieren. Dieser Befehl wurde am 15. Oktober dahingehend geändert, 15.000 bis 20.000 Juden zu behalten, die als „ökonomisch wertvoll“ galten, da sie für die industrielle Produktion benötigt würden. Während Calotescu drängte, Abstriche an der Liste der von der Deportation auszunehmenden „wertvollen“ Juden, darunter 256 Ärzte, vorzunehmen, wurden Popovici und seine Rathausangestellten beschuldigt, von den Juden korrumpiert zu sein, weil sie eine möglichst umfangreiche Liste präsentierten.
Mitte Oktober 1941 begann die Deportation der Juden aus dem Ghetto mit Güterzügen über die Zwischenstation Otaci oder Mărculești Richtung Transnistrien. Bis zum 15. November 1941, als die Deportationen plötzlich gestoppt wurden, waren 33.891 Juden aus Czernowitz deportiert worden und einer Schätzung zufolge knapp über 20.000 in der Stadt verblieben. Im Februar 1942 lebten über 21.000 Juden in Czernowitz, davon besaßen 16.391 eine von der Popovici-Verwaltung ausgestellte Bleibebescheinigung, die übrigen rund 5000 Juden waren als „ökonomisch nutzlos“ eingestuft. Um sie zu schützen, stellte Popovici auch ihnen Bescheinigungen aus. Weil Popovici damit seine Befugnisse überschritten hatte, wurde er im Juni 1942 abgesetzt und gegen einen überzeugten Antisemiten ausgetauscht. Im Juni 1942 wurden die Deportationen nach Transnistrien wieder aufgenommen, der erste Güterzug verließ Czernowitz am 8. Juni mit 1781 Juden. Mit dem vierten Zug am 26. Juni waren 11.110 Juden deportiert. Am 13. Oktober 1942 wurden die Deportationen ausgesetzt. Die Situation für die verbliebenen Juden entspannte sich, als im März oder April 1943 Gouverneur Calotescu abgesetzt wurde.

### Sowjetunion (1944–1991)
Als am 29. März 1944 die Rote Armee die Stadt erneut einnahm und wieder die Ukrainische Sozialistische Sowjetrepublik installierte, wurden die noch verbliebenen deutschen Bewohner der Stadt vertrieben, auch ein Großteil der rumänischsprachigen Bevölkerung verließ Czernowitz. Es siedelten sich nun tausende Ukrainer und Russen in der Stadt an. Die ehemals deutschsprachige Kultur der Stadt verschwand fast vollständig.

### Ukraine (seit 1991)
Seit dem Zerfall der Sowjetunion 1991 gehört die Stadt als Tscherniwzi zur unabhängig gewordenen Ukraine. Am 21. März 2014 entsandte die OSZE im Zusammenhang mit der Annexion der Krim Beobachter in die Stadt.
Czernowitz war lange eine der wenigen ukrainischen Großstädte, die seit dem Beginn des russischen Überfalls auf die Ukraine (am 24. Februar 2022) noch nicht von russischen Truppen angegriffen wurde. Im Zuge des Krieges ist die Stadt zu einem Zufluchtsort für Ukrainer aus den umkämpften Regionen im Osten des Landes geworden. Zeitweise beherbergte die Stadt 100.000 ukrainische Binnenflüchtlinge.
In diesem Zusammenhang entschied zudem die Stadt Düsseldorf, eine Städtepartnerschaft einzugehen.

## Sportgeschichte
Bis zum Zweiten Weltkrieg gab es in Czernowitz eine Reihe von Sportvereinen, von denen viele ihre Ursprünge in der k.u.k. Monarchie hatten und in denen sich die einzelnen Nationalitäten wiederfanden. Dazu zählten Dowbusch (ukrainisch), Dragoș Vodă (rumänisch), Hakoah (jüdisch), Jahn (deutsch), Makkabi (jüdisch) und Polonia (polnisch). Die steigende Bedeutung des Sports nach dem Ersten Weltkrieg hatte zudem zu der Gründung von Sportvereinen für Arbeiter (IASK) und Bahnarbeiter (CFR) geführt, die ebenfalls am überregionalen Meisterschaftsbetrieb teilnahmen. Neben Fußball war Eishockey die wichtigste Sportart, die zudem durch den rumänischen Meistertitel 1937/38 gekrönt wurde.
Bedeutendster Sportverein ist heute der FSK Bukowina Czernowitz.

## Bevölkerung

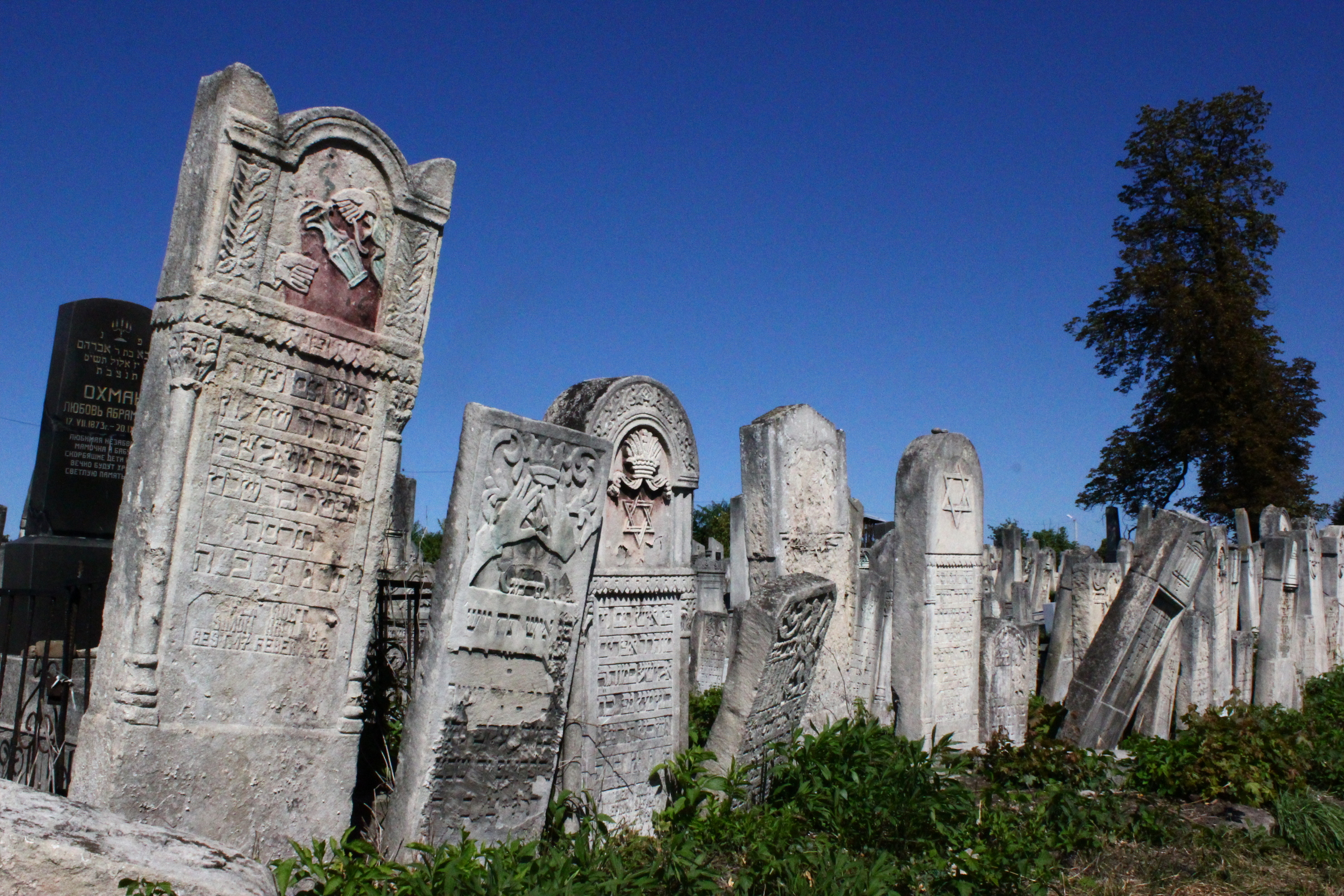
Der Jüdische Friedhof von Czernowitz ist einer der größten Europas

In Czernowitz lebten Ukrainer/Ruthenen, Rumänen/Moldauer, Polen, Juden, Roma, Österreicher und Bukowinadeutsche. Ihre kulturelle Blüte erlebte die Stadt während ihrer Zugehörigkeit zu Österreich-Ungarn als Hauptstadt des Kronlandes Bukowina. Czernowitz war für seine Malerei und Literatur berühmt – und ist es bis heute für seine Architektur. Im Jahr 1890 hatte die Stadt 54.171 Einwohner (27.256 Deutsche, 10.384 Ruthenen, 7.624 Rumänen, 7.610 Polen), darunter 17.356 Israeliten.
Eine Besonderheit von Czernowitz als Hauptstadt des Kronlandes Bukowina war, dass sich vom späten 19. zum frühen 20. Jahrhundert jede der fünf größten nationalen Gemeinschaften – Deutsche, Juden, Rumänen, Ukrainer (Ruthenen) und Polen – eigene nationale Häuser errichten durften (siehe nebenstehende Bilder). Den Anfang machte der Rumänische Nationalpalast, der 1897 in einem vormaligen „Hotel Weiss“ eröffnet wurde (1937 durch einen modernistischen Palast neben dem Jüdischen Nationalhaus ersetzt), gefolgt vom Ruthenischen (Ukrainischen) Volkshaus, das 1899 durch Umbau zweier zusammenhängender Mietshäuser entstand, und dem Polnischen Haus, das 1905 ebenfalls durch Umbau eines älteren Hauses entstand. Erst danach folgten Bauten des Jüdischen Hauses, 1908 eingeweiht, und des Deutschen Hauses, 1910 eingeweiht, die die beiden numerisch größten Gemeinschaften des damaligen Czernowitzer Bürgertums repräsentierten. Sie dienten nicht allein als interner Treffpunkt und Tagungsort nationaler Jugend-, Kultur-, Wohltätigkeits-,Turn- und Sport- und Sozialverbände und -vereine, ökonomischer Verbände (wie die national verfassten Raiffeisen-Banken und Sparkassen) und Burschenschaften, sondern auch als Vorstellungsort nationaler Ausstellungen, Konzerte und Theaterveranstaltungen, die nach übereinstimmenden Berichten vom Bürgertum von Czernowitz nationsübergreifend besucht wurde, was den kulturellen Austausch förderte. Sie werden, zumindest teilweise bis heute zu diesen Zwecken genutzt.
Das Deutsche, begünstigt durch seine Stellung als Amtssprache, bildete sich im 19. Jahrhundert als allgemeine Umgangssprache in Czernowitz heraus und wurde auch als Sprache zur interethnischen Kommunikation verwendet. Um 1900 sprachen 52,4 % der Stadtbewohner Deutsch als Muttersprache; 14,3 % Rumänisch, 19,8 % Ukrainisch und 13,1 % Polnisch. Bei der österreichischen Volkszählung wurden jiddischsprachige Juden allerdings zur deutschsprachigen Bevölkerung dazugezählt. Bis 1918 stieg der Anteil der Deutschsprachigen weiter an; Deutsch war die unangefochten dominierende und offizielle Sprache der multikulturellen Stadt. Als Czernowitz nach dem Ersten Weltkrieg an Rumänien fiel, verlor Deutsch seinen offiziellen und privilegierten Status. Rumänien versuchte, die rumänische Sprache durch eine staatliche Rumänisierungspolitik – mit mäßigem Erfolg – als einzige Amtssprache durchzusetzen. Nach dem Ersten Weltkrieg stellten Deutsche (etwa 15 %) und die zumeist ebenfalls deutschsprachigen Juden (38 %) zusammen aber noch immer die Mehrheit der Stadtbevölkerung, der Anteil der Rumänen lag trotz einsetzender Rumänisierung lediglich bei 27 %, der der Ukrainer bei etwa 10 %. Bei der rumänischen Volkszählung von 1930, die Deutsch und Jiddisch wieder separat führte, wurde für das „Munizip Cernăuți“ eine Bevölkerungszahl von rund 112.000 ermittelt. Davon gaben 29,1 % der Einwohner Jiddisch als Muttersprache an, 25,9 % Rumänisch, 23,3 % Deutsch, 11,3 % Ukrainisch und 7,4 % Polnisch. Jiddische und deutsche Muttersprachler machten zusammen 52,4 % der Stadtbevölkerung aus. In einem Zeitzeugenbericht wurde beschrieben, dass Deutsch auch in den 1930er-Jahren die allgemeine Umgangssprache in Czernowitz blieb und sogar von Nicht-Muttersprachlern häufig untereinander gesprochen wurde.
Durch die Ermordung der Juden, den Zweiten Weltkrieg und die Umsiedlung und Vertreibung ganzer Volksgruppen, vor allem der Deutschen und der Rumänen, ging die multikulturelle Tradition nach dem Zweiten Weltkrieg weitgehend verloren. Ukrainer stellten nun die mit weitem Abstand größte Bevölkerungsgruppe der Stadt dar, hinzu kamen zahlreiche zugewanderte Russen. Viele Juden, die den Holocaust überlebt hatten, emigrierten in der Folgezeit. Die jüdische Gemeinde von Czernowitz in der Diaspora hält heute noch durch die Zeitung Die Stimme weltweit untereinander Kontakt. Bis heute finden sich zahlreiche Spuren der jüdischen Gemeinde, z. B. ein großer, 1866 eingerichteter Friedhof. Manche als Sakralbauten errichtete Gebäude werden heute für andere Zwecke benutzt, zum Beispiel der Rest der Synagoge, in dem ein Kino untergebracht worden ist. 1989 stellten Ukrainer 66,5 % der Bevölkerung, Russen waren mit 17,8 % die zweitgrößte Bevölkerungsgruppe, danach folgten Rumänen/Moldauer mit 7,5 % und Juden (6,1 %). Mit der Unabhängigkeit der Ukraine erhöhte sich der Anteil der ethnischen Ukrainer in der Stadt bis 2001 auf etwa 80 %.
|      | Czernowitz (Stadt) | Czernowitz (Stadt) | Czernowitz (Landgemeinden) | Czernowitz (Landgemeinden) |
| Jahr | Rumänen            | Ukrainer           | Rumänen                    | Ukrainer                   |
| ---- | ------------------ | ------------------ | -------------------------- | -------------------------- |
| 1860 | 09.177             | 04.133             | 20.068                     | 06.645                     |
| 1870 | 05.999             | 05.831             | 28.315                     | 35.011                     |
| 1880 | 06.431             | 08.232             | 08.887                     | 23.051                     |
| 1890 | 07.624             | 10.385             | 11.433                     | 34.067                     |
| 1900 | 09.400             | 13.030             | 13.252                     | 25.476                     |
| 1910 | 13.440             | 15.254             | 18.060                     | 22.351                     |

## Sehenswürdigkeiten

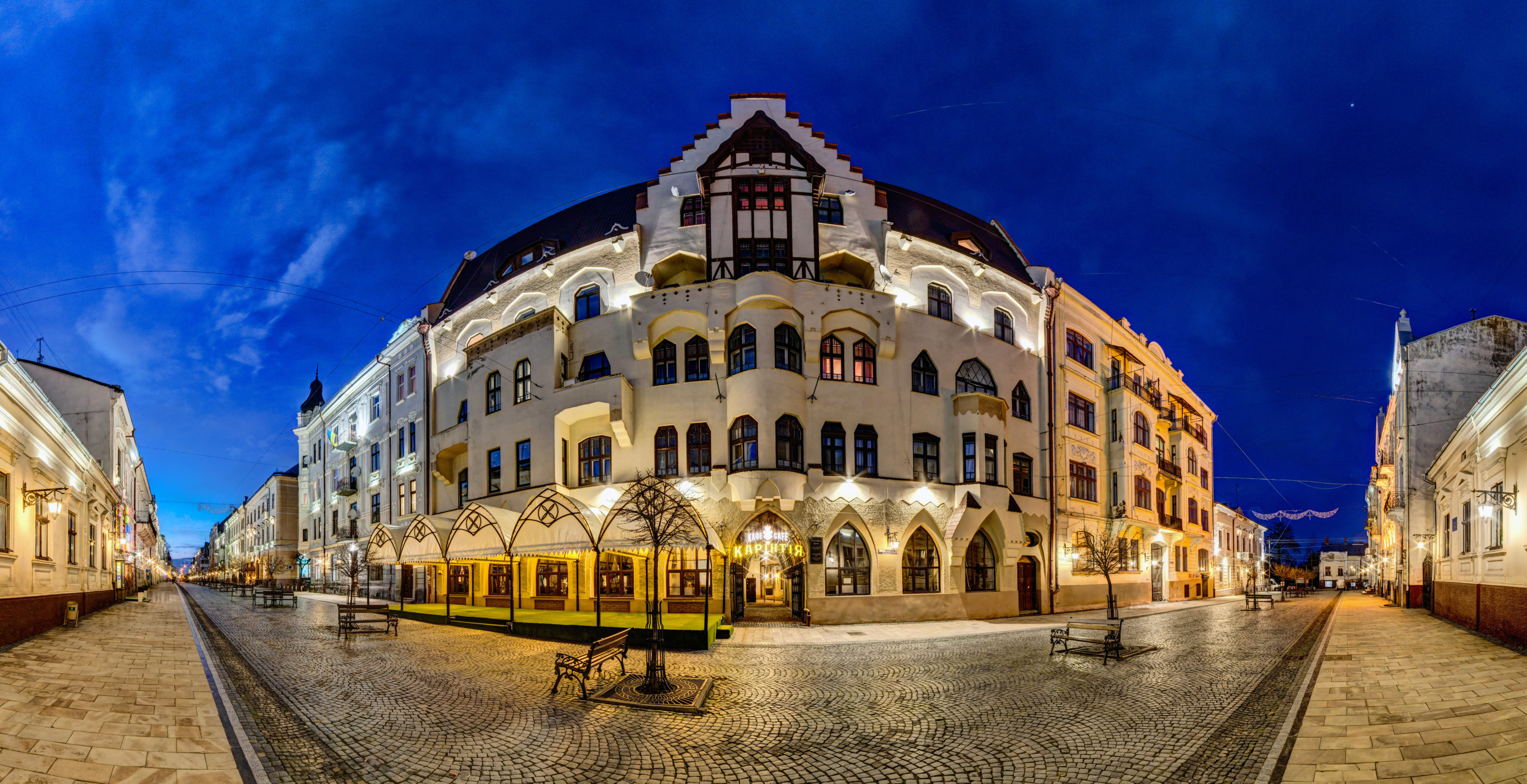
Olha-Kobyljanska-Straße, ehemalige Herrengasse

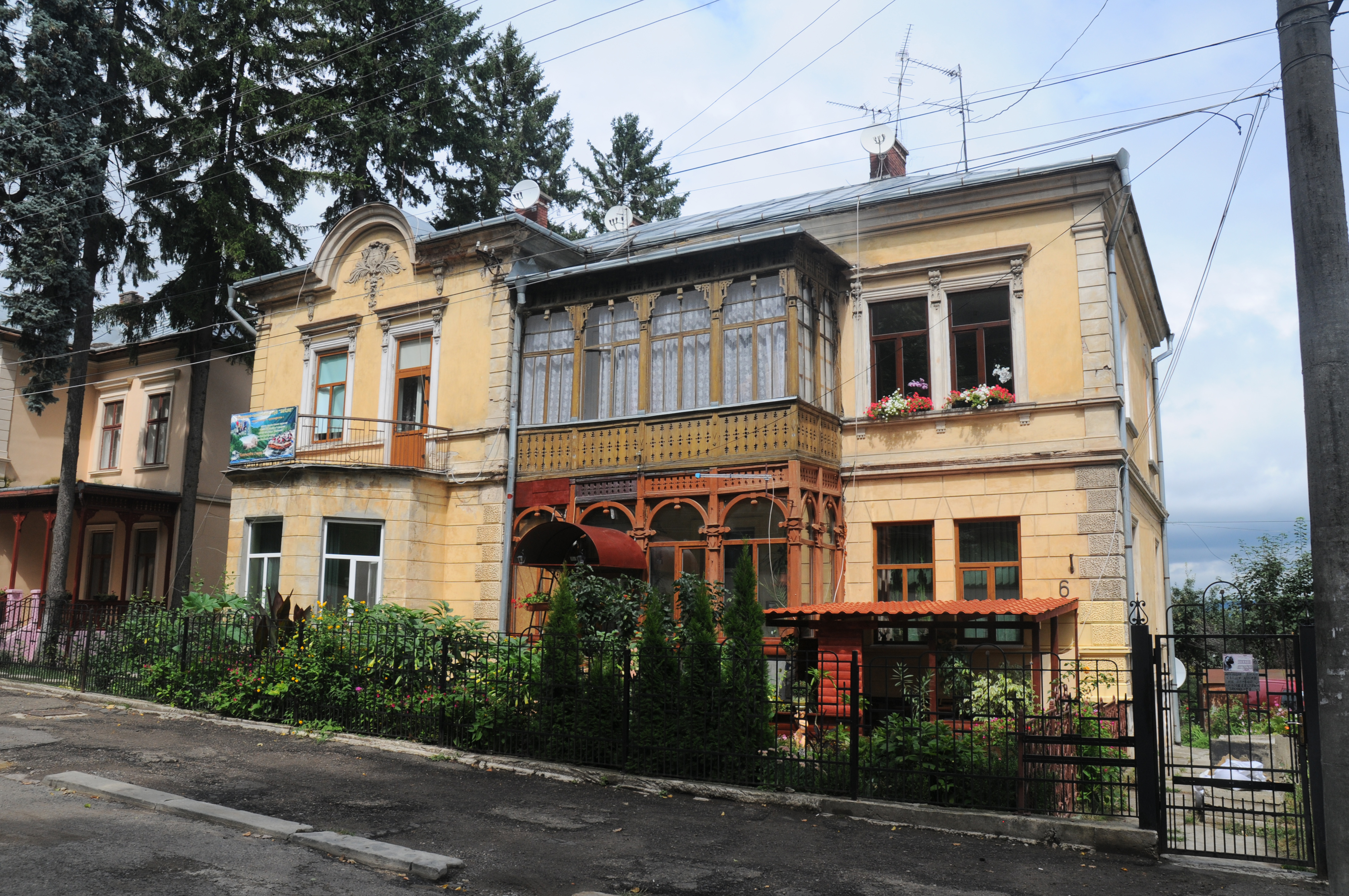
Fedkowytsch-Straße

Die bedeutendste Sehenswürdigkeit von Czernowitz ist die ehemalige Residenz des orthodoxen Metropoliten der Bukowina, ein imposanter Ziegelbau auf dem „Bischofsberg“. Der Bau wurde 1864, in der Amtszeit von Bischof Eugen Hakman begonnen, der kurz vor seinem Tod 1873 erster Metropolit von Czernowitz wurde. Vollendet wurde das Bauwerk 1882. Seit sowjetischer Zeit ist darin die Nationale Jurij-Fedkowytsch-Universität Czernowitz untergebracht. Zuvor befand sich die 1875 gegründete Universität in der heutigen Universytetska Straße 12, wo heute die Mathematische Fakultät untergebracht ist. Am 29. Juni 2011 wurde der Gebäudekomplex in die Liste des Weltkulturerbes der UNESCO aufgenommen.
Des Weiteren sind der Kuppelbau der im Stile der Sankt-Petersburger Isaakskathedrale gebauten, 1864 vollendeten griechisch-orthodoxen Kathedrale am Franz-Josephs-Platz und das Theater hervorzuheben.
Der bedeutendste Platz ist der Austria-Platz mit dem 1875 errichteten, 1918 verschollenen und erst 2003 teilweise wiederaufgefundenen Austria-Monument, einer Marmorfigur der Austria auf einem mit Bronzereliefs und Inschriften ausgestatteten Sockel.
Im Jahr 1904 wurde mit dem Bau des vom Wiener Architekturbüro Fellner & Helmer geplanten neuen Theatergebäudes in Czernowitz begonnen. Seine Front wird, wie bei vielen anderen Theatern dieser Zeit, durch eine Portalbogenarchitektur hervorgehoben. Ein fast baugleicher „Zwilling“ ist das Stadttheater Fürth in Mittelfranken. Die Eröffnung erfolgte nach nur 14 Monaten Bauzeit am 3. Oktober 1905 als „Czernowitzer deutsches Stadttheater“. Von 1907 bis 1922 stand vor dem Theater ein Denkmal von Friedrich Schiller.
1922 wurde es zum „Rumänischen Nationaltheater“. Seit 1940 bzw. 1944 ist es das „Ukrainische musikalisch-dramatische Olha-Kobyljanska-Theater“. Seit 1980 steht ein Denkmal der ukrainischen Nationaldichterin Olha Kobyljanska vor dem Gebäude. Das Theater liegt inmitten eines damals neu entstandenen Stadtteils am ehemaligen „Elisabeth-Platz“, heute „Theaterplatz“, und ist von einer Parkanlage umgeben.
Die Einkaufsstraße Wulyzja Olhy Kobyljanskoii (Olha–Kobyljanska–Straße), die frühere „Herrengasse“, war schon im 19. Jahrhundert die Flaniermeile der Stadt und bewahrt das geschlossene Straßenbild der zweiten Hälfte des 19. Jahrhunderts bis heute.

## Museen

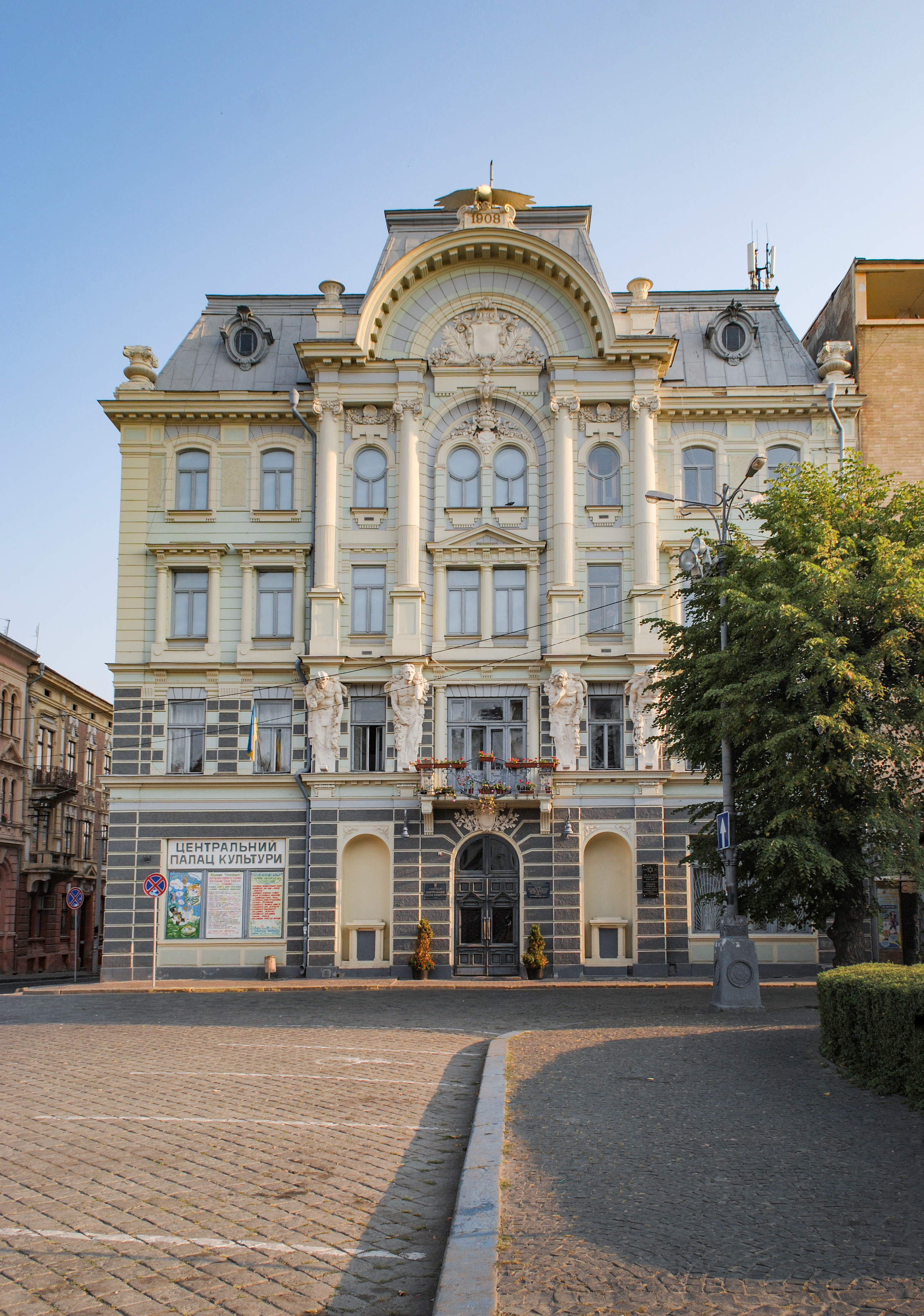
Museum für jüdische Geschichte und Kultur der Bukowina im Kulturpalast

- Regionales Staatliches Museum für Volksarchitektur und Brauchtum (Чернівецький обласний державний музей народної архітектури та побуту), eröffnet 1986
- Museum der Militärgeschichte der Bukowina (Музей військової історії Буковини), eröffnet 2008[40]
- Museum für jüdische Geschichte und Kultur der Bukowina im ehemaligen Jüdischen Nationalhaus am Theaterplatz, eröffnet 2010[41]

## Wirtschaft
Die Wirtschaft der Stadt wird von Unternehmen der Nahrungsmittel-, Textil- und Holzindustrie bestimmt.

## Verkehr

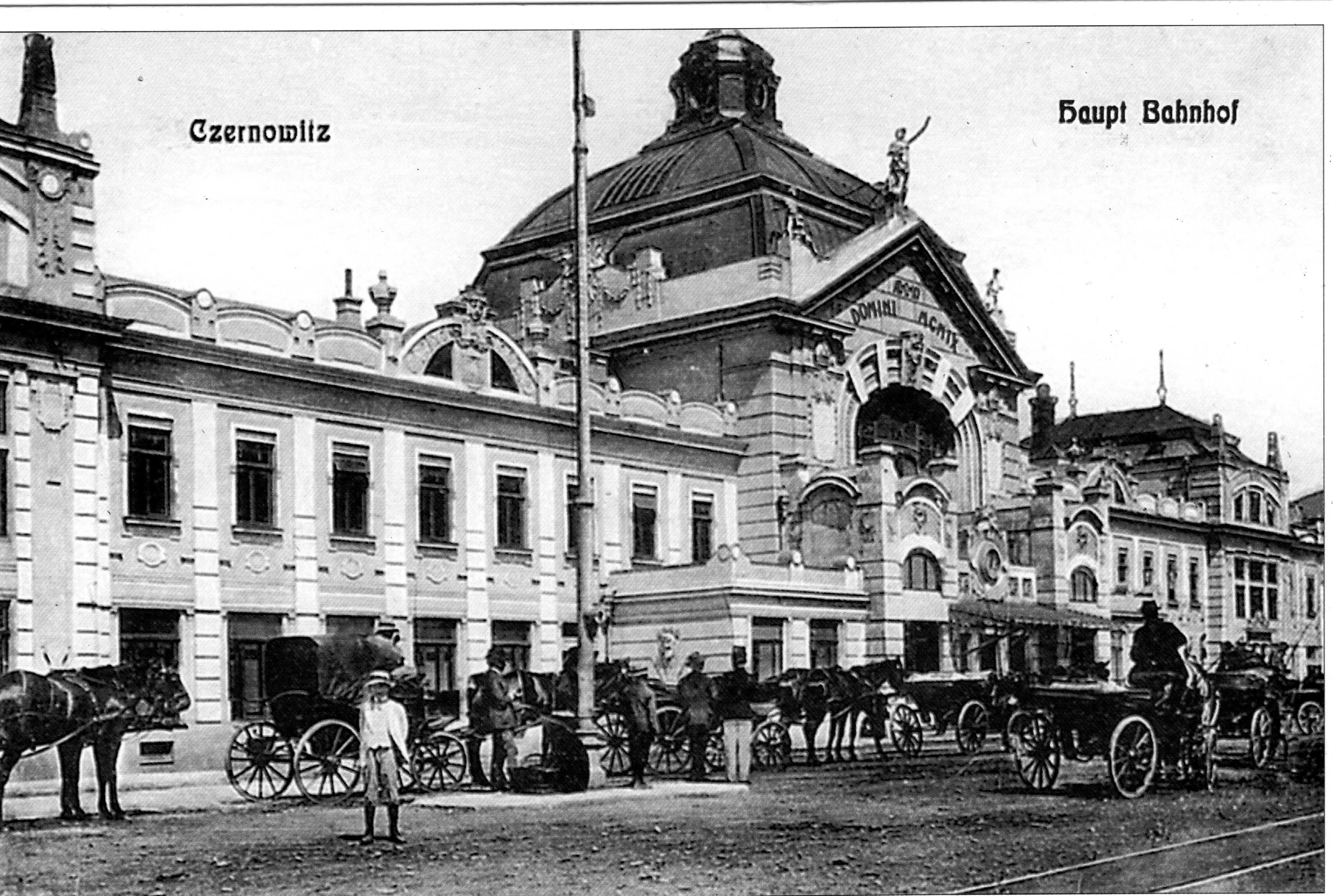
Czernowitz: Hauptbahnhof (1909)

Czernowitz ist ein wichtiger Verkehrsknoten im Südwesten der Ukraine, über den der größte Teil des Verkehrs des Landes in Richtung Rumänien abgewickelt wird.
Durch die Stadt führt die Europastraße 85 von Klaipėda in Litauen nach Alexandroupoli in Griechenland. Weitere wichtige Straßenverbindungen existieren in Richtung Iwano-Frankiwsk–Lemberg, Chmelnyzkyj und Wyschnyzja in den Karpaten.
Zudem führt durch die Stadt die internationale Eisenbahnstrecke von Lemberg bzw. Kiew nach Suceava–Bukarest.
Im Südosten der Stadt liegt der Internationale Flughafen Czernowitz.
Den städtischen Nahverkehr bewältigt neben mehreren Omnibuslinien ein 1939 als Ersatz für die davor existierende Straßenbahn Czernowitz eröffnetes O-Bus-Netz. Fernbusse verkehren ab dem zentralen Busbahnhof im Süden der Stadt.

## Städtepartnerschaften
Czernowitz listet folgende elf Partnerstädte auf:
| Stadt           | Land               | seit |
| --------------- | ------------------ | ---- |
| Bălți           | Moldau             | 2013 |
| Chișinău        | Moldau             | 2014 |
| Düsseldorf      | Deutschland        | 2022 |
| Iași            | Rumänien           | 2012 |
| Klagenfurt      | Österreich         | 1992 |
| Konin           | Polen              | 1994 |
| Mannheim        | Deutschland        | 2022 |
| Metz            | Frankreich         | 2022 |
| Nof HaGalil     | Israel             | 1997 |
| Salt Lake City  | Vereinigte Staaten | 1989 |
| Saskatoon       | Kanada             | 1991 |
| Suceava         | Rumänien           | 2003 |
| Timișoara       | Rumänien           | 2010 |
| Wolfsberg       | Österreich         | 2007 |
| İzmir           | Türkei             | 2023 |
| Rueil-Malmaison | Frankreich         | 2024 |
| Cluj-Napoca     | Rumänien           | 2024 |

## Filme
- Herr Zwilling und Frau Zuckermann. Deutschland 1998/1999, Dokumentarfilm, 132 Min., Regie: Volker Koepp
- Dieses Jahr in Czernowitz. Deutschland 2003/2004, Dokumentarfilm, 134 Min., Regie: Volker Koepp
- Czernowitz, einstige Kronstadt der K.K. Österreich-Ungarischen Monarchie. Deutschland 2006, Doku-Film, 80 Min., Produzenten: Oksana Czarny, geb. Nakonechna und Reinhold Czarny – RCP
- Bukovina Style – Czernowitz, Gestern und Heute. Deutschland 2008; medienpädagogisches Dokumentarfilmprojekt 36 Min. Regie: Stefan Koeck, Drehbuch und Redaktion: Michael Petrowitz
- 3.Generation – Auf den Spuren unserer Vorfahren. Deutschland, Ukraine, Russland 2017; Dokumentarfilmprojekt 62 Min. Produzenten und Drehbuch: Alexander Stoler, Sergij Kolesnikow, David Vataman und Regie: Anatoli Nat Skatchkov

## Zitate
Bezeichnet wurde Czernowitz auch als Klein-Wien, Babylon des südöstlichen Europas, Jerusalem am Pruth, Alexandrien Europas und Tschernopol.

„Czernowitz, das war ein Vergnügungsdampfer, der mit ukrainischer Mannschaft, deutschen Offizieren und jüdischen Passagieren unter österreichischer Flagge zwischen West und Ost kreuzte.“

„Glauben Sie nicht, dass Czernowitz eine Stadt ist.
Es ist eine Welt.“

## Klimatabelle
|                       | Jan  | Feb  | Mär  | Apr  | Mai  | Jun  | Jul  | Aug  | Sep  | Okt  | Nov  | Dez  |   |      |
| Mittl. Tagesmax. (°C) | −2,4 | −0,5 | 5,3  | 13,7 | 20,2 | 23,3 | 25,6 | 24,9 | 20,2 | 13,4 | 5,1  | 0,1  | ⌀ | 12,5 |
| Mittl. Tagesmin. (°C) | −8,8 | −7,2 | −2,7 | 2,9  | 8,9  | 12,3 | 14,2 | 13,1 | 8,6  | 3,8  | −0,7 | −5,6 | ⌀ | 3,3  |
|                       |      |      |      |      |      |      |      |      |      |      |      |      |   |      |
| Niederschlag (mm)     | 32   | 32   | 36   | 58   | 77   | 105  | 103  | 61   | 51   | 33   | 36   | 37   | Σ | 661  |
|                       |      |      |      |      |      |      |      |      |      |      |      |      |   |      |
| Sonnenstunden (h/d)   | 2,1  | 2,7  | 4,0  | 5,4  | 7,1  | 7,8  | 8,0  | 7,9  | 6,3  | 4,5  | 2,3  | 1,7  | ⌀ | 5    |
|                       |      |      |      |      |      |      |      |      |      |      |      |      |   |      |
| Regentage (d)         | 7    | 7    | 7    | 9    | 10   | 11   | 11   | 8    | 7    | 6    | 7    | 8    | Σ | 98   |
|                       |      |      |      |      |      |      |      |      |      |      |      |      |   |      |
| Luftfeuchtigkeit (%)  | 84   | 84   | 78   | 69   | 69   | 70   | 71   | 72   | 74   | 79   | 87   | 88   | ⌀ | 77,1 |

| −8,8 |

| −7,2 |

| −2,7 |

| 2,9 |

| 8,9 |

| 12,3 |

| 14,2 |

| 13,1 |

| 8,6 |

| 3,8 |

| −0,7 |

| −5,6 |

| −8,8 |

| −7,2 |

| −2,7 |

| 2,9 |

| 8,9 |

| 12,3 |

| 14,2 |

| 13,1 |

| 8,6 |

| 3,8 |

| −0,7 |

| −5,6 |

## Benennungen
In der südhessischen Stadt Darmstadt wurde 1953 eine Straße nach der Stadt Czernowitz benannt, die Czernowitzer Straße.